# Girolamo Cardano

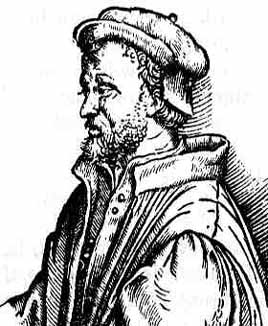
Girolamo Cardano

Girolamo Cardano, ook Gerolamo Cardano of Geronimo Cardano, (Pavia, 24 september 1501 – Rome, 21 september 1576) was een Italiaans arts en hoogleraar aan de Universiteit van Pavia en later aan de Universiteit van Bologna. Hij beoefende fanatiek de wiskunde en het dobbelen. Hij schreef over tal van onderwerpen: de filosofie, de astrologie, de natuurkunde en het recht. Hij liet een uitvoerige autobiografie na en was een tijdgenoot van Andreas Vesalius, Jan Wier en Niccolò Tartaglia. Cardano schatte dat hij zo'n vijfduizend ontdekkingen deed, los van zijn bijdragen in de algebra, moraalfilosofie en wijsbegeerte. Er is een cryptovaluta-platform naar hem vernoemd. De cardanaandrijving, cardanische ophanging en de cardanusregel uit de wiskunde zijn – ten onrechte – naar hem genoemd.
Hij publiceerde als eerste algemene oplossingen van de derde- en vierdegraadsvergelijking. Naar alle waarschijnlijkheid waren die reeds tevoren bekend bij wiskundigen, die hen bewaarden als een soort beroepsgeheim. Zijn wiskundige werk werd onder andere gelezen door Rafael Bombelli, de grondlegger van de complexe getallen.

## Leven

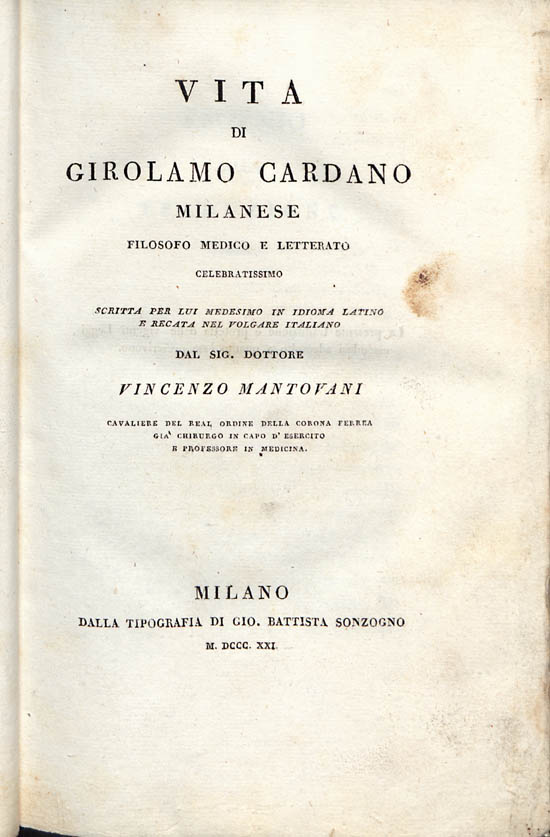
De propria vita, 1821

Cardano werd geboren in 1501, waarschijnlijk als de onwettige zoon van de Milanese advocaat, Fazio Cardano en de jongere weduwe Chiara Micheria uit Pavia. Hij studeerde vanaf 1520 in Pavia, Milaan (stad) en Padua. In 1524 was hij rector van de Universiteit van Padua, waar hij promoveerde in de geneeskunde. Hij had een bewogen leven, waarbij perioden van armoede en rijkdom elkaar afwisselden.
In zijn jeugd voorzag hij gedeeltelijk in zijn levensonderhoud door het spelen van gokspelen. Zijn ervaring met kansspelen leidde er later in zijn leven toe dat hij een werk over kansspelen schreef, Liber de ludo aleae (Boek over de kansspelen), dat door velen als de eerste systematische behandeling van de kansrekening wordt gezien. De werkelijke invloed van Cardano op de geschiedenis van de kansberekening was echter niet zo groot. Zijn in 1525 geschreven werk werd in 1663 postuum gepubliceerd.
Van 1526 tot 1532 werkte hij als arts in Sacco (een stad in de buurt Milaan), waar hij in 1531 trouwde met Lucia Bandarini. Uit dit huwelijk werden drie kinderen geboren, twee zonen en een dochter. Vanaf 1534 was hij arts in het stedelijke armen- en ziekenhuis in Milaan en doceerde hij aan de hogeschool over onderwerpen uit de wiskunde, astrologie en architectuur. In 1539, werd hij na lange discussies binnen het Milanese College van Artsen, hierin als arts opgenomen. In 1541 werd hij rector van dit college. Vanaf 1543 gaf hij colleges over geneeskunde in Milaan. 1544 aanvaardde hij een aanstelling tot professor in de geneeskunde aan de Universiteit van Pavia.
Door zijn sinds 1539 door de Neurenbergse uitgever Johannes Petreius gedrukte werken, die gedeeltelijk ook in Frankrijk en Zwitserland werden herdrukt, werd hij in heel Europa een bekende naam. Zo kreeg hij in 1546 aanbiedingen van Paus Paulus III. In 1547 van koning Christiaan III. van Denemarken en van de Schotse aartsbisschop John Hamilton (St. Andrews) voor een goedbetaalde positie als lijfarts. Hij legde deze aanbiedingen echter naast zich neer. Wel reisde hij in 1552 eerst naar Lyon en vervolgens naar Parijs en van daaruit naar Edinburgh, waar hij de Schotse politicus van waarschijnlijk astma genas, iets waar eerder de lijfartsen van de koning Hendrik II van Frankrijk en keizer Karel V van het Heilige Roomse Rijk niet in geslaagd waren. De terugreis voerde hem door Engeland, Nederland, Duitsland en Zwitserland, in welke landen hij talrijke ontmoetingen met wetenschappers, vorsten en bisschoppen had.
Naast zijn verdiensten als arts en wiskundige vond hij ook nog de tijd om te schrijven. Hij schreef 131 boeken en 111 manuscripten over allerlei onderwerpen (astrologie, natuurkunde, dromen, schaken, muziek, kansspelen, wiskunde) in zijn leven. Zijn autobiografie, De propria vita (Latijn voor "over het eigen leven") werd vertaald in het Nederlands.
Het liep uiteindelijk niet zo goed af met Cardano. Vooral in zijn privéleven kreeg hij enige zware tegenslagen te verwerken. Zijn oudste zoon werd ter dood veroordeeld wegens het vergiftigen van diens ontrouwe echtgenote.
In 1570 werd hij door de Inquisitie gearresteerd op verdenking van ketterij. Na drie maanden gevangenis werd hij echter op borgtocht vrijgelaten. De achtergronden van deze arrestatie zijn niet helemaal bekend. Cardano laat zich er in zijn memoires niet over uit. Misschien uit angst voor een nieuw proces, dat schijnbaar slechts stilzwijgend, door de tussenkomst van de met Cardano bevriende kardinalen Carlo Borromeo en Giovanni Morone werd tegengehouden. Er wordt echter verondersteld dat het om het trekken van een horoscoop van Jezus in zijn commentaren op Ptolemaeus zou kunnen zijn gegaan, ook kunnen verwijten voor magie en/of laster een rol hebben gespeeld. Cardano kreeg het bevel opgelegd zijn hoogleraarschap in Bologna neer te leggen; ook kreeg hij een publiceerverbod. In plaats daarvan moest hij, voorzien van een pauselijk pensioen, naar Rome verhuizen. Daar regelde het Vaticaan dat hij werd opgenomen in het Romeins College van Artsen. Cardano overleed zes jaar later in Rome.

## Werk

### Geneeskunde
Cardano heeft meer dan vijftig jaar een medische praktijk uitgeoefend. Hij doceerde aan de universiteit van Padua samen met zijn vriend Vesalius die eigenlijk Andries van Wezel heette en uit de Zuidelijke Nederlanden kwam. Hij werd een van de meest gewilde artsen van zijn tijd nadat hij de astmatische Schotse aartsbisschop John Hamilton, die stervende was, genas met een dieet en anti-allergisch beddengoed. In die tijd was dit baanbrekend.

### Wiskunde
Alhoewel hij het beroep van arts uitoefende, was hij eigenlijk nog meer een wiskundige. Hij beweerde aan het eind van zijn leven 40.000 belangrijke vraagstukken te hebben opgelost, en daarnaast nog 200.000 kleinere zaken. Naast een gevierd arts werd hij ook beschouwd als een van de belangrijkste wiskundigen.
Hij had ook een goede relatie met Rafael Bombelli, die de complexe getallen ontdekte. Dat was in die tijd nog veel ingewikkelder dan het vandaag de dag lijkt omdat negatieve getallen nog niet als zodanig bekend waren. Berekeningen die tegenwoordig eenvoudig zouden zijn kostten in die tijd nog geweldig veel hoofdbrekens.
Een eeuw voordat Blaise Pascal en Pierre de Fermat serieus met het kansrekenen aan de slag gaan (net als bij Cardano ten behoeve van het dobbelen) legt Cardano al de grondslag voor deze tak van de wiskunde. Aanleiding hiertoe was een drietal kansvragen betreffende het werpen van dobbelstenen.
Door betrokken te zijn bij de ontdekking van zowel het complex rekenen als het kansrekenen is Cardano in feite een belangrijke figuur bij het ontstaan van de kwantumtheorie. Bij die theorie spelen immers beide soorten rekenen samen de hoofdrol. Dit was Roger Penrose opgevallen.

### Wijsbegeerte
Cardano was een aanhanger van het hylozoïsme, een wijsgerige leer die ervan uitgaat dat de wereld vol is van een 'bezielde oermaterie' (hyle genaamd). Voorts hield hij er empedoclesaanse, pythagoristische, pantheïstische en deterministische opvattingen op na.

### Astrologie
Astrologie was aanvankelijk voor hem een hulpmiddel bij zijn medische praktijk, maar al gauw begon hij ervan overtuigd te geraken dat er veel meer in zat dan het gebruik dat zijn tijdgenoten ervan maakten. In een tijd waarin de kerk de astrologie nog niet echt veroordeeld had (dat zou pas rond 1580 gebeuren), waagde Cardano zich aan het maken van de geboortehoroscoop van Jezus Christus. Hij publiceerde deze in zijn commentaar op de Tetrabiblos van Claudius Ptolemaeus. Als geboortetijd nam hij middernacht van 25 december van het jaar voorafgaand aan 1, en vond toen naar eigen zeggen niet minder dan 10 astrologische voortekenen over hoe het leven van Christus zou verlopen. Daaronder een komeet en de ster van Bethlehem - die volgens hem geen komeet was, maar een 'waar teken te midden van de sterrenbeelden'.

### Overige werkzaamheden
Een vroege vorm van steganografische tekstversleuteling, die in de tegenwoordige cryptografie nog altijd bekendstaat onder de naam cardanrooster of Cardano-rooster is eveneens van Cardano afkomstig. Het is een eenvoudig rooster voor het schrijven van verborgen berichten. Met behulp van een cardanrooster kunnen berichten zodanig worden weggemoffeld in een normale tekst, dat niemand achter het resultaat nog versleuteling zou vermoeden. In 2003 gebruikte de computerwetenschapper Gordon Rugg nog een cardanrooster bij zijn pogingen een tekst te creëren, die vergelijkbare eigenschappen zou hebben als het mysterieuze, tot op heden nog niet ontcijferde Voynichmanuscript uit de late Middeleeuwen.
Cardano was al met al een productief uitvinder: er staan er minstens zestig op zijn naam. Hij is ook degene die voor het eerst schreef over de cardanusring. En hoewel hij die niet zelf heeft uitgevonden is dit, ironisch genoeg, wel de reden dat zijn naam zelfs vandaag nog terug te vinden is in de cardanaandrijving.

## Publicaties (selectie)
- De malo recentiorum medicorum usu libellus (1536)
- Libelli duo. De supplemento almanach. De restitutione temporum et motuum coelestium. Item geniturae LXVII insignes casibus et fortuna (1538)
- Practica arithmeticae et mensurandi singularis (1539)
- De consolatione (1542)
- De sapientia (1544)
- De immortalitate animorum (1544)
- Arcana politica, sive de prudentia civili liber (1544, postuum verschenen in 1635)
- Artis magnae sive de regulis algebraicis liber unus (1545)
- Contradicentium medicorum (1545)
- De subtilitate rerum (1550)
- Liber duodecim geniturarum (1554)
- De libris propriis (1557)
- Metoscopia libris tredecim, et octingentis faciei humanae eiconibus complexa (1558, postuum verschenen in 1658)
- De rerum varietate (1559)
- De utilitate ex adversis capienda (1561)
- Encomium Neronis (1562)
  - Neroos lof, vert. Jan Hendrik Glazemaker, 1649
- De causis, signis, ac locis Morborum (1569)
- Opus novum de proportionibus numerorum, motuum, ponderum, sonorum, aliarumque rerum mensurandarum (1570)
- De vita propria (1576, postuum verschenen in 1643)
  - Mijn leven, vert. Jan Lamein, 2000. ISBN 9025306497
- De sanitate tuenda (1580)
- Proxeneta, seu De prudentia civili (1627)
- Liber de ludo aleae (1663)
- Opera omnia, 10 dln. (1663)